# Centre Pierre-et-Marie-Curie
 (mars 2013).
Si vous disposez d'ouvrages ou d'articles de référence ou si vous connaissez des sites web de qualité traitant du thème abordé ici, merci de compléter l'article en donnant les références utiles à sa vérifiabilité et en les liant à la section « Notes et références ».
Pour les articles homonymes, voir Pierre et Marie Curie.
Le Centre Pierre-et-Marie-Curie ou établissement hospitalier spécialisé - centre Pierre-et-Marie-Curie (EHS CPMC) est un établissement de santé publique algérois spécialisé en cancérologie.

## Naissance du centre
Le 16 novembre 1959, est inauguré le premier établissement de santé en Algérie destiné à la prise en charge de la pathologie cancéreuse. Il s’agit en fait de la réception de la première tranche d’un plus grand ensemble. Une grande avancée est ainsi concrétisée dans la lutte contre le cancer en Algérie. Ainsi naît ce qu'on dénomme à cette époque le Centre Anticancéreux d’Alger (CAC), dénomination commune de ce centre jusqu'à aujourd'hui. Il est baptisé du nom de deux grandes figures des sciences médicales, Pierre et Marie Curie, en hommage à leurs travaux et découvertes. Trois personnalités médicales ont œuvré pour la réussite de cette entreprise : les professeurs Costantini, Montpellier et Bréhant. La lutte contre le cancer fut organisée en Algérie par le Pr Costantini à compter de 1936.

## Centre actuel
Le Centre Pierre-et-Marie-Curie d’Alger est un établissement de santé spécialisé en cancérologie. Cet établissement est aussi appelé : CAC (centre anti cancéreux) ; Centre de lutte contre le cancer ou encore centre national de lutte contre le cancer. Son statut officiel actuel est « Établissement Hospitalier Spécialisé en Cancérologie – Centre Pierre-et-Marie-Curie ». C’est un établissement public à caractère administratif doté de l'autonomie financière. C’est un centre hospitalier et universitaire. Le Centre Pierre-et-Marie-Curie est situé au niveau de la place du 1er-Mai à Alger, sur l'avenue Bouzenad-Salem (ex-avenue Battandier, anciennement avenue Maillot). Il est mitoyen du Centre hospitalo-universitaire Mustapha-Pacha. Le rôle essentiel de cet établissement est le diagnostic et le traitement des maladies cancéreuses. C‘est donc l’aspect curateur qui domine ; les activités de dépistage et de prévention appartiennent à d’autres institutions.

## Historique
C'est en octobre 1936 que le Professeur Costantini réserve une partie de son service pour l'accueil des malades cancéreux. C'est la première organisation de lutte anticancéreuse en Algérie.
La Ligue Algérienne de lutte contre le cancer est créée en décembre 1949, initiée et soutenue par le Professeur Montpellier. Sa présidente est Mme Charles-Vallin. Un Réseau algérien de lutte anticancéreuse est créé en 1950 par le Professeur Montpellier (il succède à l’Institut). Le professeur Montpellier lance le projet de centre anticancéreux et le mène à bien. L’histoire montre que la réalisation de ce centre de traitement pour cancéreux aura été auparavant une longue bataille, de près de 25 ans, menée par des médecins et la ligue algérienne contre le cancer.
Le premier organisme créé spécialement pour l'étude et le traitement du cancer en Algérie fut appelé Institut de Carcinologie et de Biothérapie et installé dans le service du Professeur Costantini. Il est l'embryon du futur centre anticancéreux Pierre-et-Marie-Curie. Le Professeur Costantini, premier directeur de cet Institut jusqu'en 1944, « œuvrera sans relâche pour cette entreprise envers laquelle il avait foi », selon J. Bréhant.
C'est en 1949 que l'assemblée algérienne vote les crédits pour la création d’un centre pour le cancer. En novembre 1949, le Professeur Montpellier est nommé Directeur du Centre Algérien de Lutte contre le Cancer et fait aboutir le projet du centre anticancéreux.
Les premières études et travaux datent de 1954, et les travaux de construction ont duré cinq ans. Le Centre est édifié sur un terrain mitoyen de l’hôpital Mustapha Pacha, ancienne aire de stockage du fourrage destiné aux chevaux de l’armée française, aire qui devient ensuite entre 1949 et 1950 le stade Curtillet. Une première tranche représentant une moitié de l’ensemble, équivalent à 270 lits d’hospitalisation (chirurgie, gynécologie, otologie, neurologie, ophtalmologie, médecine générale, pédiatrie) sur 320 prévus et une unité de cobaltothérapie est livrée en 1959 et inaugurée le 16 novembre par Bernard Chenot, ministre de la santé publique.
Le directeur du centre, à son inauguration, est le Professeur Bréhant, chirurgien, nommé directeur en février 1958. Il propose le nom de Pierre-et-Marie-Curie au centre algérien de lutte contre le cancer. Le recteur est M. Capdecomme et le doyen de la faculté de médecine, le Professeur Sarrouy.
Le Centre Pierre-et-Marie-Curie est à sa naissance, un Établissement public, fait inexistant en métropole à cette époque, les centres anticancéreux ayant un statut différent, celui d'« Établissements reconnus d’utilité publique » avec à l’origine des initiatives privées ou de collectivités. C’est donc l’État qui finance en grande partie le projet, auquel s’associe la sécurité sociale. La ligue algérienne de défense contre le cancer offre l’appareil de cobaltothérapie, un Massiot.
En novembre 1949 est créée la Société de Carcinologie d’Alger.
En 1962, à l'indépendance de l’Algérie, le Centre Pierre-et-Marie-Curie conserve son nom (malgré quelques velléités de débaptiser l'édifice, vite éludées) et obtient pour statut celui de « centre national de lutte contre le cancer ». La plaque commémorative écrite en langue arabe est toujours apposée au fronton de l’établissement au niveau de la porte principale donnant sur l’avenue Bouzenad (ex-avenue Battandier). Cependant et conformément aux accords d'Évian, il gardera un statut mixte franco-algérien. Ainsi, jusqu'en 1968 coexistent en cet établissement deux gestions, l'une française et l'autre algérienne ; et deux catégories de personnels exerçant les uns sous régime salarial et indemnitaire français et les autres sous statuts algériens. Cet état de fait crée des dissensions jusqu'à la rupture définitive avec le départ de la communauté française et l’appropriation de la totalité du Centre par l’État algérien.
Le Professeur J. Bréhant, qui exerçait comme chirurgien et directeur du centre, adepte de la pacification, de « l’œuvre civilisatrice de la France dans cette Province » et de « l’œuvre bienfaisante et humanitaire de la France », devient le chantre de la défense des indigènes devant la maladie cancéreuse et est visé par un attentat à la bombe perpétré par l'OAS à la veille de l’indépendance près de son domicile boulevard Saint-Saens (aujourd’hui boulevard Mohamed-V). Il en réchappe.
En 1989, une nouvelle bâtisse est érigée à proximité de l'ancienne à la demande du Pr Ghouadni afin d’étoffer le service de radiothérapie. Au cours des autres décennies post-indépendance, le Centre Pierre-et-Marie-Curie connaît des périodes tumultueuses en étant autonome, puis rattaché au CHU Mustapha, puis autonome à nouveau, sans autonomie financière, et enfin autonome avec délégation d’ordonnancement. Ses activités ont été multipliées et diversifiées en attendant la réalisation des projets de centres anticancéreux dans les autres villes d'Algérie.